# Beer (cráter)
Beer forma parte de un grupo relativamente pequeño de cráteres de impacto lunares situados en el Mare Imbrium, al este del cráter Timocharis. Justo al noroeste se halla el cráter Feuillée con el que forma pareja.
Es un cráter circular en forma de copa, con un borde afilado que no se ha erosionado significativamente. El interior tiene un albedo más alto que el mare circundante, que es generalmente una indicación de un cráter relativamente joven. Una cadena de cráteres en arco se alinean desde el borde hacia el suroeste, en una formación conocida como Fosa de Arquímedes.
|  |  |

El mar al este tiene un albedo más alto que la superficie circundante, y esta superficie más clara llega a la base de los Montes Archimedes. Al sureste de Beer aparece un domo lunar con un diámetro comparable al del cráter.

## Cráteres satélite

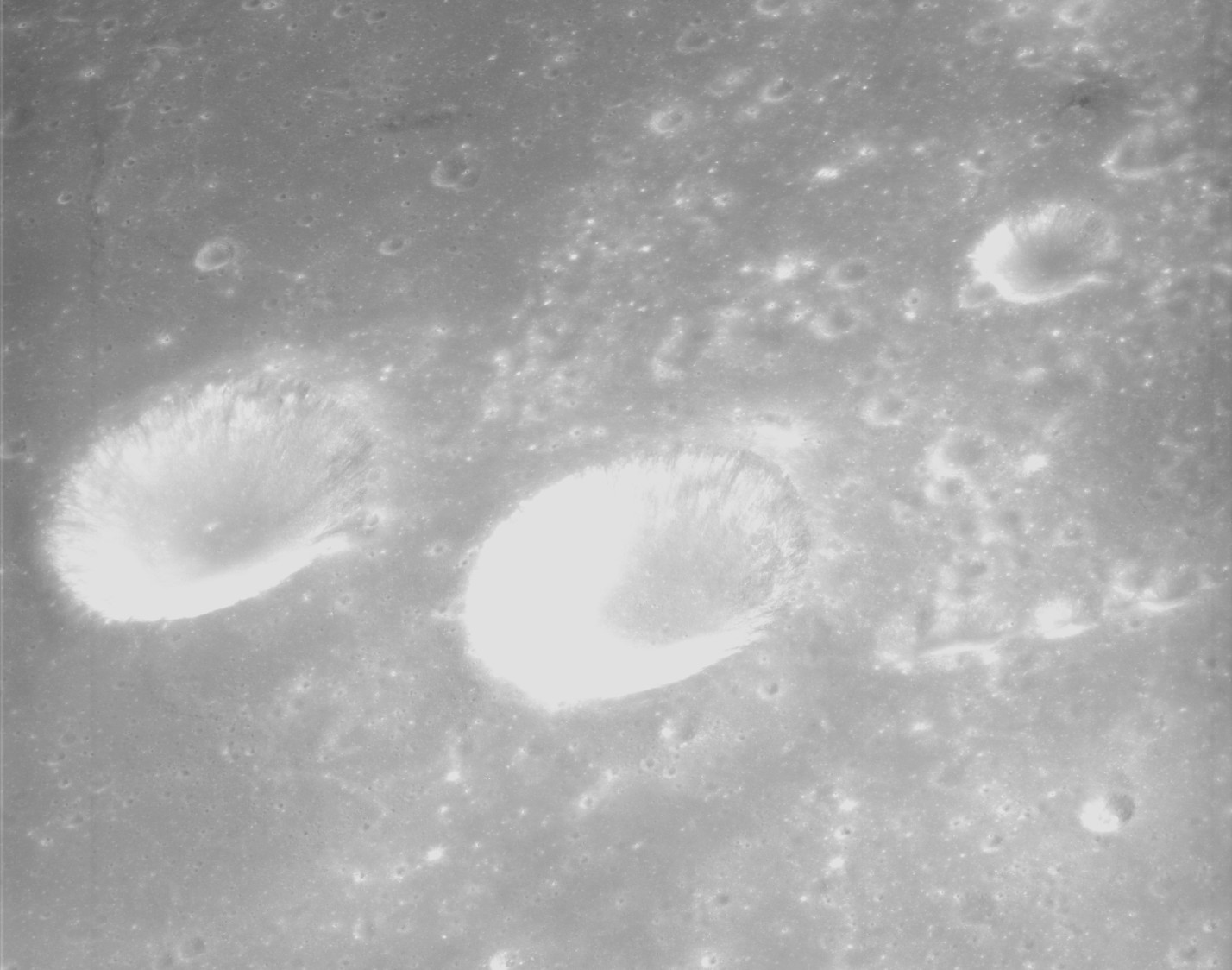
Fotografía de la misión Apolo 15

Por convención estos elementos son identificados en los mapas lunares poniendo la letra en el lado del punto medio del cráter que está más cerca de Beer.
|      | \| Beer \| Coordenadas \| Diámetro \| \| ---- \| --------------------------- \| -------- \| \| A \| 27°12′N 8°36′O / 27.2, -8.6 \| 4 km \| \| B \| 25°42′N 9°00′O / 25.7, -9.0 \| 2 km \| \| E \| 27°48′N 7°48′O / 27.8, -7.8 \| 3 km \| |          |
| Beer | Coordenadas | Diámetro |
| A    | 27°12′N 8°36′O / 27.2, -8.6 | 4 km     |
| B    | 25°42′N 9°00′O / 25.7, -9.0 | 2 km     |
| E    | 27°48′N 7°48′O / 27.8, -7.8 | 3 km     |